# (3327) Campins
(3327) Campins est un astéroïde de la ceinture principale.

## Description
(3327) Campins est un astéroïde de la ceinture principale. Il fut découvert le 14 août 1985 à la station Anderson Mesa par Edward L. G. Bowell. Il présente une orbite caractérisée par un demi-grand axe de 3,17 UA, une excentricité de 0,10 et une inclinaison de 1,6° par rapport à l'écliptique.

## Compléments